# Eleição para governador de Montana em 2004

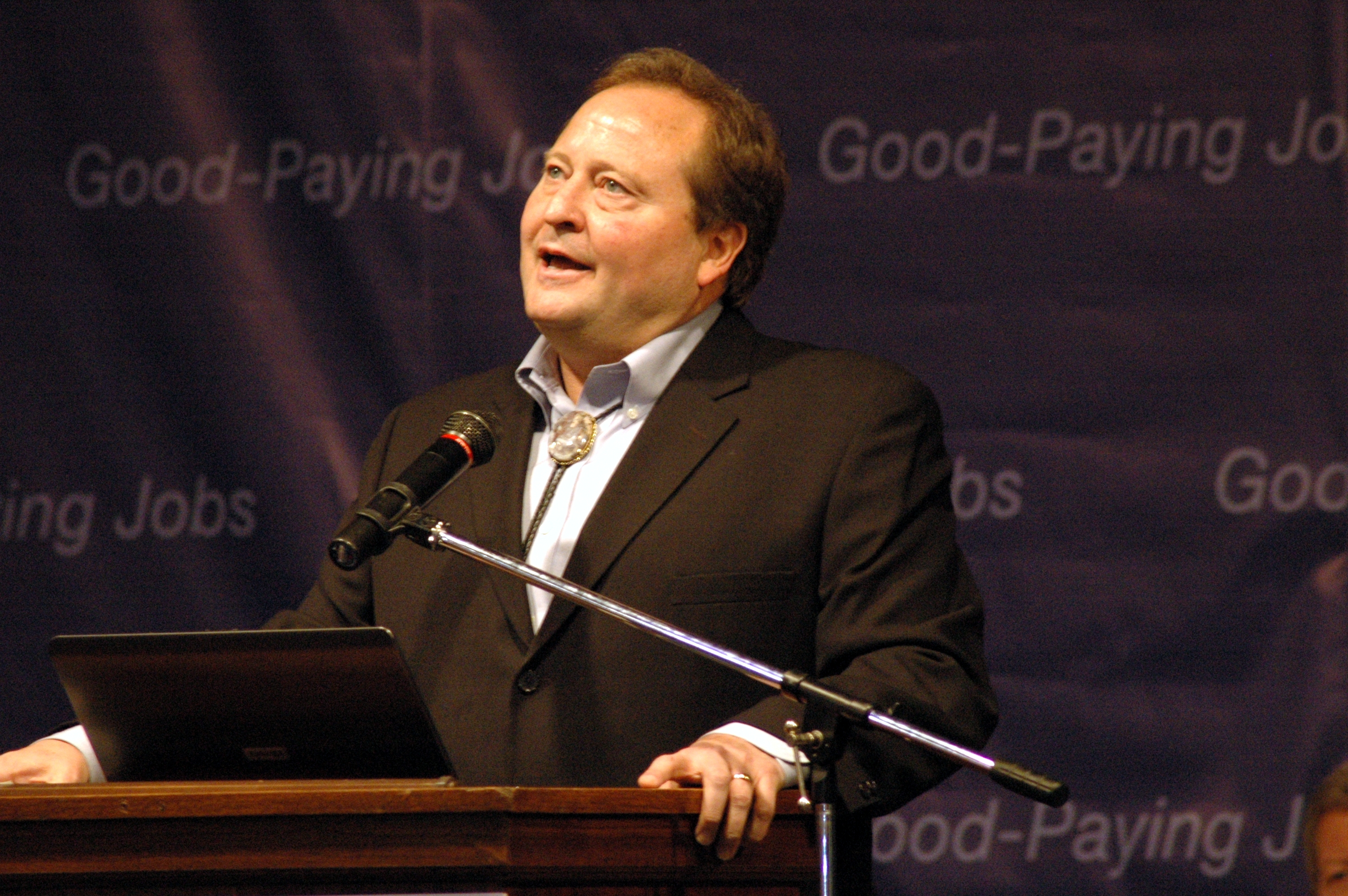
O candidato democrata Brian Schweitzer

A eleição para governador do estado americano de Montana em 2004 foi realizada no dia 2 de novembro de 2004 para o cargo de governador de Montana. O democrata Brian Schweitzer derrotou o Secretário de Estado de Montana, o republicano Bob Brown.

## Primária Democrata
Brian Schweitzer, um agricultor de Whitefish, começou a campanha para a nomeação democrata mais de um ano antes das primárias. Ele perdeu por pouco a eleição para o senado em 2000 para Conrad Burns. Em fevereiro de 2004 ele anunciou que o liberal republicano e senador John Bohlinger seria seu companheiro de chapa para o cargo de vice-governador . Esta seria a primeira chapa bipartidária para governador desde a Constituição Montana foi alterada em 1972 que permitia que governadores e vice-governadores poderiam concorrer com partidos diferentes.
Em março de 2004 John Vincent, um ex-presidente da Câmara dos Deputados Montana entrou na eleição e criticou Schweitzer para a tomada de ambos os lados em algumas questões. No final Schweitzer ganhou facilmente a primária democrata. Três dias depois de Schweitzer dirigir-se à Convenção Democrata de Montana, deu um abraço de urso em seu rival derrotado, e disse que iria trazer um novo tipo de liderança para Montana.
|  | Democrata | Brian Schweitzer | 68.738 | 72,51% |
|  | Democrata | John Vincent     | 26.057 | 27,49% |

## Primária republicana
A governadora Judy Martz tinha um difícil mandato com índices de sua aprovação como governadora que eram tão baixos, que chegavam a 20%. Em agosto de 2003 ela anunciou que não concorreria à reeleição, porque ela queria passar mais tempo com sua família. O vice-governador Karl Ohs era esperado para entrar na primária republicana, mas decidiu não concorrer.
O Secretário de Estado Bob Brown, o empresário conservador Pat Davison e os senadores  estaduais Ken Miller e Tom Keating competiram para a nomeação. Brown foi visto como o favorito na primária, mas foi atacado por Pat Davison por ser 'liberal dos impostos'.  Brown era o único dos candidatos que se recusaram a assinar um compromisso de não aumentar os impostos como ele disse que queria manter todas as opções abertas como governador.
|  | Republicano | Bob Brown   | 43.145 | 39.15% |
|  | Republicano | Pat Davison | 25.319 | 22,98% |
|  | Republicano | Ken Miller  | 24.313 | 22,06% |
|  | Republicano | Tom Keating | 17.421 | 15,81% |

## Eleição geral

### Campanha
Nas pesquisas de meados de verão mostraram que Schweitzer tinha uma vantagem de 10 pontos sobre Brown, mas em outubro a diferença era de apenas 4 por cento.
Ele chamou atenção para novas utilizações para culturas como hortelã e para empresas de pequeno porte, para aumentar a arrecadação de impostos e gastar na saúde. Ele também apoiou a abertura da fronteira com o Canadá para permitir que os preços fiquem mais baratos para medicamentos do Canadá.
Brown disse que os democratas prejudicaram o crescimento dos negócios e a criação de emprego. Ele defendeu a experiência do governo, incluindo 26 anos no Legislativo e acusou Schweitzer de assumir posturas hipócritas.
Schweitzer ganhou a eleição e se tornou o primeiro democrata em 20 anos a ganhar uma eleição para governador. De acordo com as pesquisas Schweitzer obteve dois terços dos votos de pessoas com mais de 65 anos e dos eleitores independentes. Isso ocorreu apesar de presidente George W. Bush ter ganhado em Montana facilmente sobre John Kerry.

### Resultados
| Eleição para governador de Montana em 2004 | Eleição para governador de Montana em 2004 | Eleição para governador de Montana em 2004 | Eleição para governador de Montana em 2004 | Eleição para governador de Montana em 2004 | Eleição para governador de Montana em 2004 | Eleição para governador de Montana em 2004 |
| Partido                                    | Partido                                    | Candidato                                  | Votos                                      | %                                          | ±%                                         |                                            |
| ------------------------------------------ | ------------------------------------------ | ------------------------------------------ | ------------------------------------------ | ------------------------------------------ | ------------------------------------------ | ------------------------------------------ |
|                                            | Democrata                                  | Brian Schweitzer                           | 225.016                                    | 50,44%                                     | +3,35%                                     |                                            |
|                                            | Republicano                                | Bob Brown                                  | 205.313                                    | 46,02%                                     | -4,97%                                     |                                            |
|                                            | Verde                                      | Bob Kelleher                               | 8.393                                      | 1,88%                                      |                                            |                                            |
|                                            | Libertário                                 | Stanley Jones                              | 7.424                                      | 1,66%                                      | -0,27%                                     |                                            |